# Laura Wienroither
Laura Wienroither (Vöcklabruck, 13 gennaio 1999) è una calciatrice austriaca, difensore del Manchester City, in prestito dall'Arsenal, e della nazionale austriaca.

## Carriera

### Club
Wienroither ha iniziato a giocare a calcio nel 2005, indossando poi la maglia TSV Frankenburg di Frankenburg am Hausruck dal 2007 al 2013.
Nel 2013 si trasferisce alla sua prima squadra interamente femminile, l'Union Kleinmünchen di Linz, giocando la prima stagione nella sua squadra riserve (Union Kleinmünchen II), per passare dalla stagione 2014-2015 alla prima squadra iscritta alla ÖFB Frauen Bundesliga, livello di vertice del campionato austriaco femminile di calcio.
Dopo due stagioni, nell'estate 2016 Wienroither si trasferisce al Neulengbach, squadra con la quale rimane una sola stagione.
Durante la sessione estiva di calciomercato 2017 sottoscrive un contratto con il St. Pölten, affiancando all'attività con la nuova squadra quella di studi frequentando la scuola secondaria superiore federale e il Nationale Zentrum für Frauenfußball, il centro nazionale per il calcio femminile della Federcalcio austriaca (ÖFB). Dopo essersi diplomata al liceo, ha iniziato a studiare scienze dei media e della comunicazione.

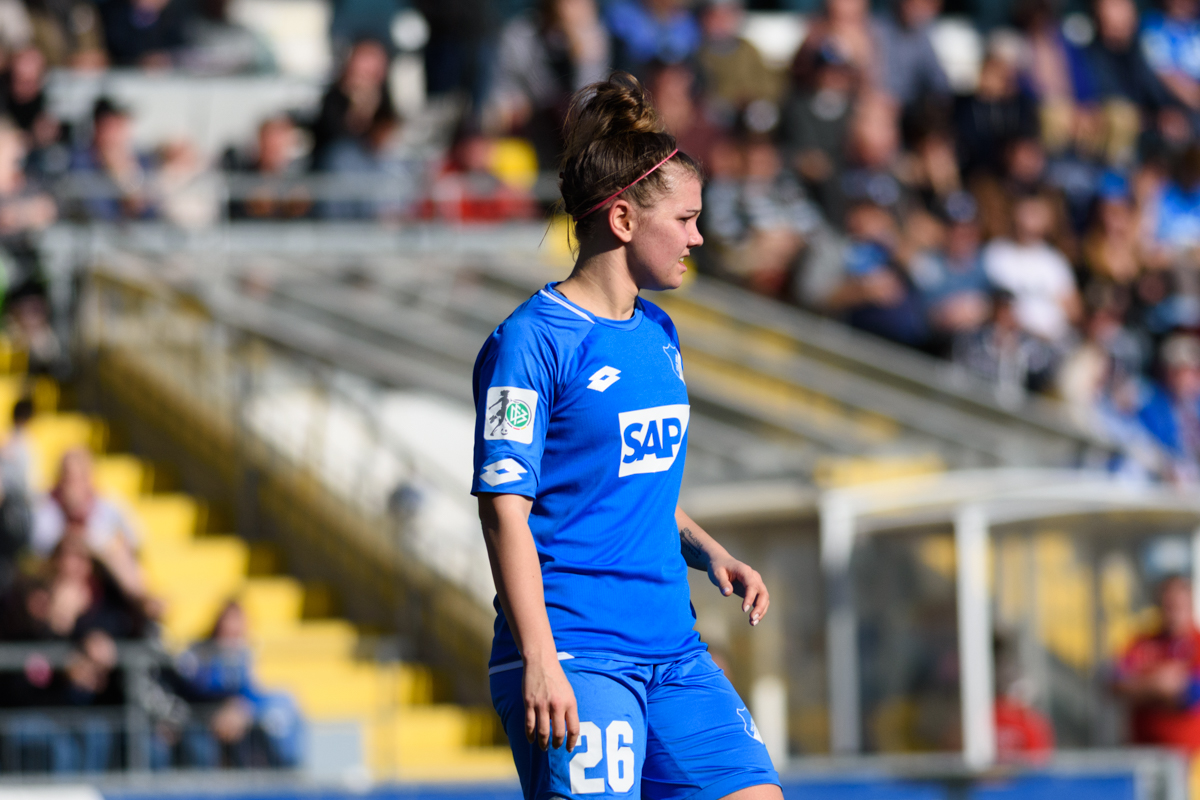
Wienroither con la maglia dell' nel febbraio 2019.

Insieme a Katharina Naschenweng e alla compagna di squadra nel SKN Jennifer Klein si trasferisce in Germania, all'Hoffenheim, nell'estate 2018, firmando un contratto annuale e giocando la sua prima stagione tedesca inizialmente nella squadra riserve U-20 (Hoffenheim II) in 2. Frauen-Bundesliga venendo poi aggregata alla prima squadra del tecnico Jürgen Ehrmann all'inizio del 2019. Ha debuttato in Frauen-Bundesliga il 24 febbraio 2019, nella sconfitta interna per 1-0 con il Bayern Monaco. Nell'aprile 2020 Wienroither ha prolungato il suo contratto con la società fino al 2022. All'andata del secondo turno di qualificazione per la UEFA Women's Champions League 2021-2022 contribuisce alla vittoria della sua squadra siglando al 71' la rete del parziale 2-0 sulle svedesi del Rosengård, incontro poi terminato 3-0 e che ipoteca il passaggio al turno successivo. Il 5 settembre 2021, alla 2ª giornata di campionato, sigla al 77' la sua prima rete con l'Hoffenheim, quella che fissa il risultato sul 2-1 nella vittoria il Colonia.

## Nazionale
Wienroither viene convocata dalla Federcalcio austriaca per la prima volta nel 2014, chiamata dal tecnico Dominik Thalhammer a indossare la maglia della formazione Under-17 debuttando in occasione dell'amichevole del 6 agosto con le pari età dell'Ungheria, testata in altre tre amichevoli per poi essere riconfermata in rosa anche con la squadra che affronta le qualificazioni all'Europeo di Islanda 2015. Durante il torneo viene impiegata in tutti i sei incontri giocati dalla sua nazionale, superati a punteggio pieno nella prima fase ma con due sconfitte e una sola vittoria nella fase élite non riesce ad accedere alla fase finale. Thalhammer la conferma anche per la successiva fase di qualificazione all'Europeo di Bielorussia 2016, disputando nuovamente tutti i sei incontri delle due fasi, fallendo nuovamente l'accesso alla fase finale causa la sconfitta per 4-1 con la Germania del 24 marzo 2016, l'ultima del gruppo 1 della fase élite e l'ultima giocata da Wienroither con la maglia dell'U-17. Tra queste due fasi marca inoltre, sempre in amichevole, 3 presenze con l'Under-16.
Sempre nel 2016 arriva la sua prima convocazione in Under-19 da parte del tecnico Irene Fuhrmann, dove fa il suo esordio giocando entrambi gli incontri della doppia amichevole del 1º e 3 giugno con la Finlandia. Fuhrmann continua a darle fiducia chiamandola in una serie di amichevoli prima di inserirla nella rosa delle giocatrici impegnate nelle qualificazioni all'Europeo di Norvegia 2017, dove gioca due dei tre incontri del gruppo 3 della prima fase ma dove la sua nazionale non riesce a passare il turno come ripescata dalle migliori seconde. Nuovamente in rosa anche per le successiva fase di qualificazione all'Europeo di Svizzera 2018, scende in campo in tutti i tre incontri della prima fase, dove il 17 ottobre 2017 sigla la sua prima rete fissando il risultato sul 4-0 nella vittoria sulla Croazia, con l'Austria che chiude da imbattuta il gruppo 8 ma che non riesce ad essere altrettanto incisiva nella successiva fase élite, qui ulteriori 3 presenze per Wienroither, ottenendo solo due punti nel gruppo 4 e fallendo nuovamente l'accesso alla fase finale.
Nel frattempo Thalhammer, che ricopre l'incarico di commissario tecnico della nazionale maggiore congiuntamente alla Under-17, la chiama in occasione della Cyprus Cup 2018, dove fa il suo debutto il 7 marzo, nell'incontro valido per il 7º posto vinto ai rigori con il Galles, rilevando al 78' Katharina Schiechtl. In seguito sia Thalhammer che Fuhrmann, che lo ha affiancato e po sostituisce sulla panchina della nazionale dal luglio 2020, la convocano con regolarità, giocando sia in Cyprus Cup 2019 che nel corso delle qualificazioni all'Europeo di Inghilterra 2022.

## Palmarès

### Club
- Campionato austriaco: 1

St. Pölten: 2017-2018
- Coppa d'Austria: 1

St. Pölten: 2017-2018
- FA Women's League Cup: 2

Arsenal: 2022-2023, 2023-2024